# 澤村拓一
澤村 拓一（さわむら ひろかず、1988年4月3日 - ）は、栃木県栃木市出身のプロ野球選手（投手）。右投右打。千葉ロッテマリーンズ所属。

## 概要
投手として読売ジャイアンツでは5度のリーグ優勝、1度の日本シリーズ優勝に貢献。個人ではNPBで合計2個のタイトル（1個）・主要表彰（1個）を獲得している。
メディアによっては新字体の沢村 拓一の表記も見られる。

## 経歴

### プロ入り前
小学2年時に野球を始め、6年から投手を務める。この頃から自己主張が強かったという。栃木市立東陽中学校でも野球部に所属して県大会に出場。佐野日大高校時代は3番手投手として夏を迎え、登板機会がないまま栃木大会決勝で敗退。高校の先輩で、中央大学OBでもある会田有志の勧めもあって中央大学硬式野球部を受験した。東海大学も受験して両校に合格したが、先に合格通知が届いた中央大学（商学部）への進学を決めた。
大学進学後、2年秋には東都大学1部リーグ初先発・初勝利を完封で飾りエースへ成長。2009年の第37回日米大学野球選手権大会日本代表・第25回アジア野球選手権大会日本代表に選出された。3年秋のリーグ戦の青山学院大学戦の初回に、神宮での大学生歴代最速となる最速156km/hを記録した。11月22日のU-26 NPB選抜 対 大学日本代表に出場し、3回裏に1イニングを投げ、坂本勇人を直球で見逃し三振に仕留めるなど無失点に抑えた。4年春には東洋大学戦で大学生歴代トップ（当時）を更新する最速157km/hを記録するなどの活躍で最優秀投手賞を受賞した。リーグ戦終了後には世界大学野球選手権大会の日本代表に選出されたが、故障のため出場は辞退した。東都大学1部リーグ通算41試合に登板し19勝14敗、防御率1.31、266奪三振。2部リーグで7勝2敗。2011年大学卒業。
大学2年秋には球速が150km/hを超えるようになっていたが、中央大学野球部監督の高橋善正はコントロールと変化球を磨くよう繰り返し指導した。3年秋頃から成長の兆しが見られたといい、完封した4年秋の亜細亜大学戦は高橋も「ピッチングと呼べる投球」と評価した。澤村も同年春から変化球を磨き、ピッチングの幅が広がっていることを実感していた。
2010年10月のドラフト会議では、同じ中央大学出身の阿部慎之助・亀井義行の活躍を見て入団を希望し、相思相愛とも言われた読売ジャイアンツ（巨人）から単独1位指名を受け、記者会見では喜びの涙を流した。指名直後の会見で背番号18を希望したが、10月30日に挨拶に訪れた球団代表の清武英利から「沢村（栄治）さんを1つ超えるという意味で、15を背負ってほしい。18は力で勝ち取ってもらいたい」と話したが、結果的に2011年にFA権を行使して移籍した杉内俊哉に18が与えられた。
ドラフト直前には『中日スポーツ』・『スポーツ報知』・『スポーツニッポン』が、「中日ドラゴンズも澤村を1位指名する方針である」と報道していたが、中日は最終的に澤村ではなく、大野雄大（佛教大学）を単独1位指名した。『日刊ゲンダイ』は2011年10月に「中日は入団拒否されるリスクを考え、当日のスカウト会議で澤村指名を見送り、大野の単独指名に切り替えた」と報道しており、澤村自身も2010年12月に「ドラフトに際しては複数のメジャー球団からメジャー契約でのオファーもあり、巨人以外から指名された場合はアメリカでのプロ入りを選択していた可能性もあった」と話していた。

### 巨人時代

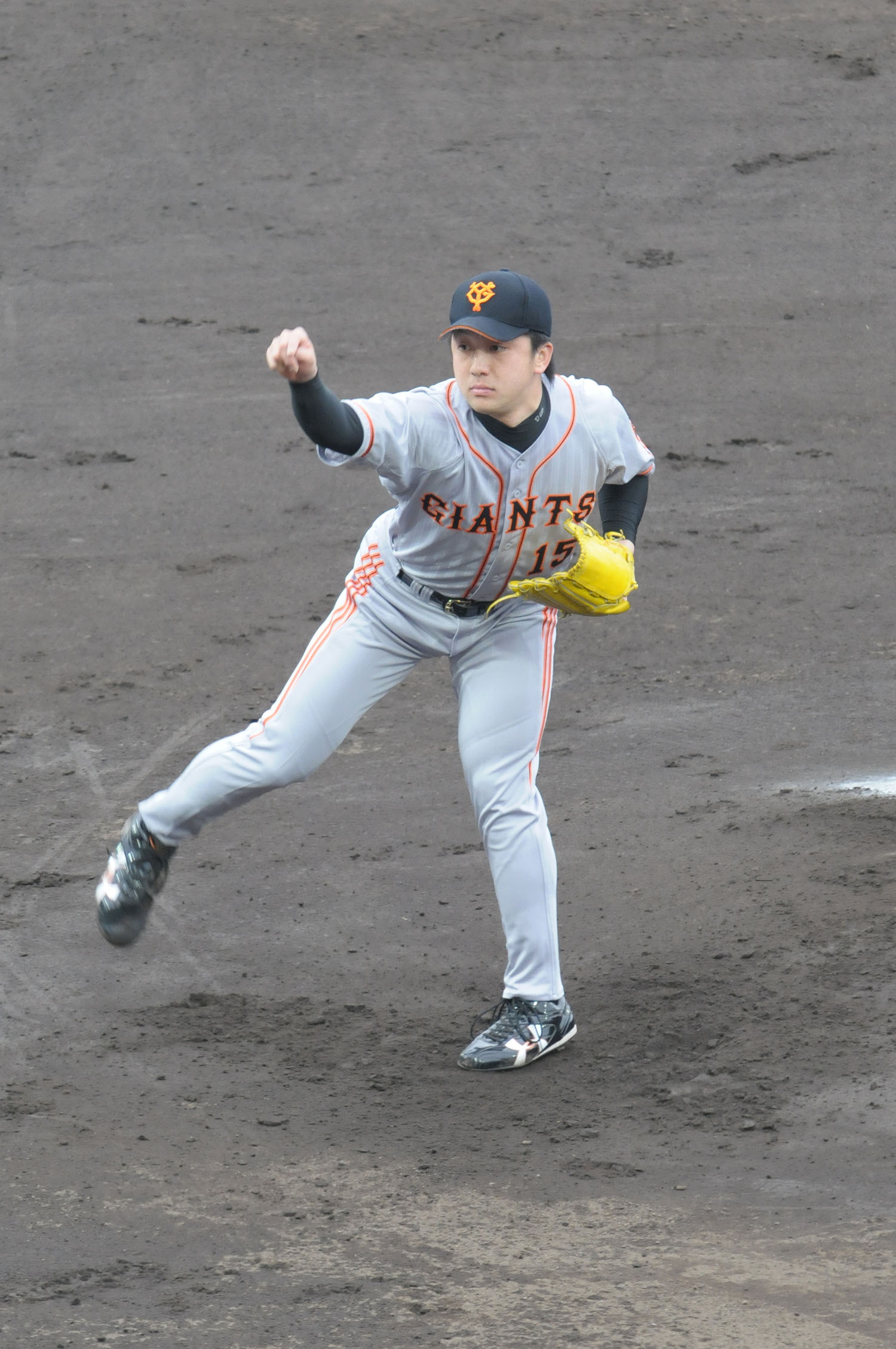
2012年5月13日、こまちスタジアムにて

2011年は開幕を一軍で迎えた4月15日の広島東洋カープ戦（マツダスタジアム）でプロ初登板・初先発し、7回途中まで2失点（自責点0）の投球。ここでは初勝利はならなかったものの、同月21日の阪神タイガース戦（阪神甲子園球場）を、7回1失点でプロ初勝利を挙げた。5月31日の埼玉西武ライオンズ戦（西武ドーム）ではプロ初の完投勝利を挙げると、6月19日の西武戦（東京ドーム）では7回無失点に抑えて本拠地初勝利を達成（しかし、初勝利のウイニングボールはこの日最後に登板したジョナサン・アルバラデホが客席に投げ入れてしまったため、澤村自身の手元には渡っていない）。序盤から中盤にかけては安定した投球をしても援護に恵まれず負けが先行した。9月以降は5勝1敗、防御率1.10、WHIP0.64と好投を続け、最終戦で防御率1点台は逃したが、セ・リーグの新人では江夏豊以来となる200イニング到達を果たした。最終的に5完投を含む11勝11敗、防御率2.03、174奪三振、WHIP0.97と好成績を収め、新人王に選ばれた。澤村の受賞により巨人からは2008年の山口鉄也以来4年連続で新人王を輩出したこととなった。同一球団から4年連続新人王受賞はプロ野球史上初。10月11日には偵察メンバーとして、「2番・一塁手」で先発出場した。
日本テレビアナウンサーの森麻季とシーズン終了後に結婚することを10月17日に発表し、12月17日、挙式・披露宴を行った。
2012年は2年連続で2桁勝利を達成。巨人で新人から2年連続で2桁勝利を記録したのは1966年 - 1967年の堀内恒夫（16勝、12勝）以来45年ぶりである。このシーズンは「相手を制圧するピッチング」を目指し、前シーズンのオフから肉体改造に取り組んだ。シーズン当初は防御率1点台と安定していたものの交流戦を境に調子を崩し、以降は不安定な投球が目立つようになった。最終登板の横浜DeNAベイスターズ戦で5回1失点で勝利投手となりなんとか10勝に到達するも、巨人では1979年 - 1980年の江川卓（10敗、12敗）以来32年ぶりの新人から2年連続での2桁敗戦を記録、投球内容も前年より数字を落とした。
クライマックスシリーズ・ファイナルステージではチームが3連敗し、後がなくなった4戦目に先発登板し自責点0（失点1）と好投し、勝利投手となる。この後チームがこの試合を含めて3連勝して進出した日本シリーズでは第2戦に先発登板し、8回無失点の好投で日本シリーズ初登板初先発初勝利を挙げた。この試合では、初回にピンチを背負い、牽制のサインを見逃したため捕手の阿部慎之助にマウンド上で頭を叩かれるシーンもあった後に立ち直ったということも話題となった。この日本シリーズでは第6戦にも登板するが、6回表に中田翔に3点本塁打を打たれ同点とされ、その裏に代打を送られて降板した。
チームが上記の日本シリーズを制し、その後の11月6日に、「侍ジャパンマッチ2012「日本代表 VS キューバ代表」」の日本代表が発表され代表入りした。また、12月4日に、第3回WBC日本代表候補選手34人が発表され候補入りした。
2013年は、2月20日に第3回WBC日本代表選手28人が発表され代表入りした。本戦では4試合に中継ぎ登板、3回1/3を1失点という成績だった。
同年3月末に森麻季と離婚。結婚から1年5か月であった。
この年は打線の援護に恵まれない中（この年の援護率は規定投球回到達者の中ではリーグワーストであった）で前半戦は4勝6敗・防御率2.46と一定の成績を残す。オールスターゲームでは監督推薦で出場選手に選出され、第1戦で3イニングを投げてMVPを受賞。巨人の投手では1984年の江川以来、29年ぶりの受賞となった。しかし、後半戦では前半戦に引き続き勝てない試合が続く中でピッチング内容も徐々に悪化するようになる。9月12日のDeNA戦（東京ドーム）よりリリーフとして起用された。リリーフでは12試合に登板し1勝1敗6ホールド・防御率0.63と好投したが、シーズンを通しては5勝しかできず、3年連続の2桁敗戦を記録するなど前年以上の不調に苦しんだ。広島とのクライマックスシリーズでは1戦目に中継ぎ登板し無失点と好投。東北楽天ゴールデンイーグルスとの日本シリーズでは4試合に中継ぎ登板した。
2014年はキャンプ序盤の2月3日に発症した右肩の違和感で開幕は二軍スタートとなる。7月に一軍昇格したものの同30日に登録抹消され、8月に再昇格し5勝3敗でレギュラーシーズンを終えた。10月16日に行われた阪神とのクライマックスシリーズファイナルステージでは第2戦に登板したものの、上本博紀の頭部に死球を与え危険球退場となった。結果的にこの危険球で阪神打線に火が付きチームは敗れた。その後4連敗でクライマックスシリーズ敗退となった。11月9日、原辰徳監督は不安定だった救援陣を強化するため澤村を中継ぎに配置転換すると明かした。
2015年2月16日に「GLOBAL BASEBALL MATCH 2015 侍ジャパン 対 欧州代表」の日本代表に選出されたことが発表され、小久保裕紀が日本代表監督に就任してから初めて日本代表に選出されることとなった。しかし、登板することはなかった。
リリーフに正式に転向してからは最初のシーズンとなったが、3月27日のDeNAとの開幕戦で、9回に登板し関根大気に本塁打を被弾するも自身初のセーブを記録した。その後もセーブを重ねて、7月10日の阪神戦でセーブを挙げ、前半戦での20セーブに到達した。7月16日に、第1回WBSCプレミア12の日本代表第1次候補選手に選出されたことが発表された。9月10日に、第1回WBSCプレミア12の日本代表候補選手に選出されたことが発表された。後半戦も守護神の地位を確立し、最終的に36セーブを記録した。その一方、走者を出しながら抑える登板が多く、BB/9が2.77、WHIPが1.16（共に30セーブ以上挙げた投手では両リーグで最も高い数値）と安定感に欠く内容であった。
10月9日に第1回WBSCプレミア12の日本代表最終ロースター28名に選出されたことが発表された。11月1日には契約更改に臨み、年俸1億円で更改した。
2016年は年間を通して抑えの座を務め続けて、37セーブを挙げて、自身初めてのセーブ王に輝いた。巨人でのセーブ王は2013年の西村健太朗以来3年ぶりである。その一方で、後半戦では被弾をしつつセーブを挙げるなどして大幅に数字を落としたり、チームのエースである菅野智之の登板試合のリリーフで打ち込まれる場面が散見される（菅野の勝利数を3つ消すこととなった）など、勝負どころでの脆さが目立ち、主としてファンの間では「澤村劇場」と称されることが少なからず起こるようになってしまった。特に、9月4日の対中日ドラゴンズ戦では、9回表に高橋周平に対して投げた1球が三塁側ベンチまでに達する大暴投となってしまった。この大暴投は海外メディアでも報じられた。澤村に刺激を与える意味合いをも含めて、この年のオフに球団は速球派の外国人投手であるアルキメデス・カミネーロを獲得した。
2017年は沖縄県でキャンプ中の2月25日に右肩に張りを感じ、翌々日に球団のトレーナーによる鍼治療を受けた。しかしその後も状態が改善しなかったことから、複数の医師による診察を受けたところ、「長胸神経の麻痺」と診断された。麻痺は鍼治療によって起きた可能性が高く、更に一時的に麻痺が出た結果、前鋸筋の機能障害が起きた可能性が考えられている。9月9日、球団ゼネラルマネージャーの鹿取義隆と球団社長の石井一夫が、読売ジャイアンツ球場で澤村に直接謝罪し、澤村はこれを受け入れた。鹿取は澤村について「順調に回復し、かなり良くなってきているので、投げながら筋力を付けていくことになる」としている。この肩の故障等もあり、イースタン・リーグでは数試合登板したものの、シーズンでの一軍登板はプロ入り初めて0に終わった。
2018年は肩の怪我から復帰して勝ちパターンとしての登板を重ねたものの、夏場以降は安定せずに8月26日の阪神戦では6失点を喫するなど49試合に投げたものの防御率は4点台後半と完全復活には至らなかった。
2019年は脇腹痛で一時戦列を離れた時期はあったが、主に中継ぎ登板であったが急遽の先発登板（2014年以来の先発登板）もこなし43試合登板で防御率、WHIPなど成績は前年より数字を改善し、優勝に貢献した。年俸も自己最高の1億5400万円（推定）になった。
2020年は新型コロナウイルスによる影響でプロ野球開幕が6月19日まで延期されたが、澤村は開幕ベンチ入りを果たし阪神との開幕三連戦の2試合に登板し無失点の好投、初登板ではシーズン初ホールドを記録する等好スタートを切ったに思えた。しかし、続く対広島3回戦では2番手としてマウンドに上ったが3失点で同点に追いつかれ一死しか取れず降板。続くヤクルト1回戦では一死の登板ながらシーズン初勝利を記録したが不安定な投球は続いた。7月25日は新外国人のエンジェル・サンチェスが予告先発されていたが、右肩の違和感で先発登板を回避。急遽先発登板となり4回途中まで2失点の投球でマウンドを降り翌日、サンチェスと共に二軍落ちとなった。結果これが巨人での最後の登板となった。その後二軍で調整をしていたが二軍でも防御率こそ1.29ながら、7回を投げて四球10と投球の内容の悪さから二軍監督の阿部慎之助から三軍の降格を告げられた。

### 第一次ロッテ時代
2020年9月7日、香月一也とのトレードで、千葉ロッテマリーンズへ移籍。推定年俸1億円以上の日本人選手がシーズン途中でトレードされた例は、2001年の波留敏夫（横浜→中日）、2011年のサブロー（ロッテ→巨人）に次いでNPB史上3例目で、投手としては初である。推定年俸でもサブローの1億3000万を越えているため記録を更新した。背番号は、巨人時代につけていた「15」は前年オフに加入した大学の先輩、美馬学が既に使用していたため、香月が着用していた「57」に決定。9月8日に入団発表会見を行い、直ちに支配下登録及び一軍出場選手登録され、同日に行われた北海道日本ハムファイターズ戦（ZOZOマリンスタジアム）にベンチ入りしたが、ユニフォームの新調が間に合わなかったために打撃投手の福嶋明弘の「106」のユニフォームを借用した。6回表に登板して、3者連続三振の1回無失点に抑え、衝撃デビューを果たした。
9月20日の日本ハム戦（札幌ドーム）延長10回裏、3四球を与えながらも無失点でしのぎ、チームの連敗を2で止め、セーブを記録した。シーズン途中の加入でセーブを記録したのはチーム3人目となった。同年のCSでは、1戦目に登板して1失点で敗戦投手になっている。レギュラーシーズン中の10月17日、海外フリーエージェント権（FA）の取得条件を満たし、11月30日にメジャー移籍を目的としFA権を行使した。
ロッテは、澤村が残留した場合に背番号14（巨人では沢村栄治の番号であり永久欠番となっている特別な番号）と、4年10億円規模の契約を提示した。

### レッドソックス時代
2021年2月16日にボストン・レッドソックスと2年契約を結んだ。3年目の2023年は相互オプションとなる。背番号は暫定的に「22」を着けていたが、3月6日（日本時間）に巨人・レッドソックスの先輩である上原浩治が着用していた「19」を背負うことが正式に決まった。栃木県ならびに同県の高校出身選手として史上初のメジャーリーガーとなった。
開幕戦となった4月2日のボルチモア・オリオールズ戦で、9回に5番手として初登板。メジャーデビューを果たし、1回を1安打無失点に抑えた。4月11日のオリオールズ戦では、7回裏に二死走者なしから3番手で救援登板し、1回1/3を投げ、1四球無安打無失点で抑え初ホールドを挙げた。シーズンで新型コロナウイルス感染などで2度の故障者リスト入りもあったが、最終的に55試合に登板して5勝10ホールド、防御率3.06を記録し、チームのポストシーズン進出に貢献した。プレーオフではヒューストン・アストロズと対戦したリーグチャンピオンシップシリーズのロースターに登録され、3試合に登板した。オフには、レッドソックスに復帰したジャッキー・ブラッドリー・ジュニアが、元々着用していた背番号19を希望したため、翌2022年からは過去に松坂大輔が着用した背番号18に変更となった。
2022年8月17日のピッツバーグ・パイレーツ戦でMLB通算100試合登板と100奪三振を記録した。8月29日にDFAとなり、31日にマイナー契約で傘下のAAA級ウースター・レッドソックスへ配属された。その後、9月12日に自由契約となった。同年は49試合の登板で1勝1敗3ホールド、防御率3.73の成績だった。

### 第二次ロッテ時代
2023年1月28日、中継ぎ投手を補強ポイントとしていた古巣の千葉ロッテマリーンズが再獲得を発表し、3年ぶりに古巣に復帰した。背番号は54。6月4日時点で20試合に登板していたが、防御率6.52と打ち込まれ、再調整のために登録抹消された。その後、14日に再登録され、同日の中日戦で1回無失点の投球を見せる。7月30日の福岡ソフトバンクホークス戦では、延長11回に登板し日米通算1000投球回を達成するが、サヨナラ負けを喫し敗戦投手となった。同時期から頭痛を感じており、検査入院のため8月2日に登録抹消されたが、10日に可逆性脳血管攣縮症候群と診断されたことを球団が発表した。8月末まで高強度の運動は禁止されていたが、軽めの運動で練習を再開。8月30日にイースタン・リーグの楽天戦で実戦復帰し、9月3日に一軍登録されると同日の楽天戦に登板し、ソロ本塁打こそ打たれたものの1回を1失点に抑えた。2024年からは背番号が11となった。

## 選手としての特徴

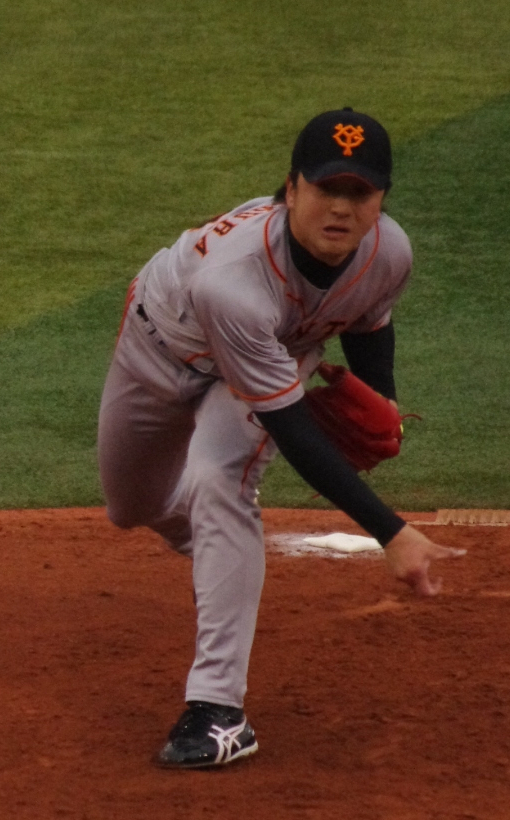
澤村の投球フォーム（2012年）

オーバースローから先発時代の平均球速約145km/hのストレート、縦横のスライダー、カーブ、スプリットを投げ分け、クイックも1.0秒台と速い。2020年にリリーフとして自己最速159km/hを計測。スプリットは最速152km/hのスピードが出ることに加えてスライダー回転するため、縦のスライダーと混同されることもあった。また、2012年の日本シリーズからツーシームを加える。リリーフ転向後はほぼ全てストレートとスプリットで配球を組み立てており、稀にスライダーやカットボールを投げる。
2013年にリリーフとして起用された際には平均球速約148km/hを記録し、先発としてもセ・リーグ屈指の球速を誇るが、本人はスピードにはこだわっておらず、高めのストレートと低めの変化球が生命線だと語っている一方でピッチングに『若さ』を出したいとも語っている。また右打者の内角をつくストレートに自信を持っている。一方で、ストレートで相手を「制圧」することに固執せず、打者の狙いやタイミングを外す投球を覚えることを課題として自覚している。

## 人物
2012年に巨人が日本一に輝いた際に出演したテレビ番組『中井正広のブラックバラエティ』（日本テレビ）で「日本一になったら何をするか」と問われ、「トレーニング」というほどの練習好き。特に大学時代から取り組み始めたウエイトトレーニングに熱心で、2011年時点ではスクワットで240kgの重量を10回持ち上げた。しかし2014年の自主トレの段階では「3年やったけど、結果を残せなかった。今年、真価が問われる年だと言われているのに、同じことを繰り返しているようではバカでしょう」と言う理由で高重量のバーベルを使った練習は行わなくなり、体を上手く使う技術を追求することを模索しはじめた。
憧れの選手は斉藤和巳。座右の銘は「猪突猛進」。趣味は家電で「語ると何時間も話せる」と豪語するほど。
用具は、入団当初ミズノ、2012年よりアンダーアーマーとアドバイザリー契約を結び、同社のグラブやスパイク、ウェアを使用した。2016年よりアシックス、2020年から再びミズノを使用している。
中学から大学時代までの監督は揃って「研究熱心な選手」と評し、本人も小さい頃からピッチングフォームについて考えることが好きだったという。高校時代と比べて大学では周囲の影響を受けて練習に取り組む意識が変わり、1部リーグに上がったことがターニングポイントとなり、人に見てもらえる状況になって自分に良いプレッシャーをかけられたと語っている。
中央大野球部監督の高橋善正からは「自分のために野球をする」意識を叩き込まれた。これは自分が良いプレーをすればチームの勝ちにつながり双方にとってプラスになるというもので、味方が打てないなら自分が抑えればいいという考えにつながっている。澤村は、高橋との出会いが自分を変えたと語っている。また大学時代に球速が上がった理由として下半身を鍛えたことを挙げ、言われるままするのではなく、自分で考えながら練習することで他人と差をつけられると語っている。
ロッテ移籍後初登板の際、ユニフォームの新調が間に合わなかったために福嶋明弘から借りて着用した背番号「106」が、ポケットモンスターに登場するかくとうタイプのポケモン「サワムラー」の図鑑番号（図鑑No.106）と同じであるとファンから注目されネットニュースになり、千葉県内のポケモンセンターではサワムラーのぬいぐるみが売り切れとなった。その後、ニュースを知った澤村本人がサワムラーのぬいぐるみとのツーショットを撮った写真が千葉ロッテ球団のTwitterに投稿された。また2020年9月のマリンフェスタでは背ネームを「SAWAMURAAA」としている。
2024年12月、一般女性と再婚したことを発表した。

## 詳細情報

### 年度別投手成績
| 年 度     | 球 団     | 登 板 | 先 発 | 完 投 | 完 封 | 無 四 球 | 勝 利 | 敗 戦 | セ 丨 ブ | ホ 丨 ル ド | 勝 率 | 打 者 | 投 球 回 | 被 安 打 | 被 本 塁 打 | 与 四 球 | 敬 遠 | 与 死 球 | 奪 三 振 | 暴 投 | ボ 丨 ク | 失 点 | 自 責 点 | 防 御 率 | W H I P |
| --------- | --------- | ----- | ----- | ----- | ----- | -------- | ----- | ----- | -------- | ----------- | ----- | ----- | -------- | -------- | ----------- | -------- | ----- | -------- | -------- | ----- | -------- | ----- | -------- | -------- | ------- |
| 2011      | 巨人      | 29    | 29    | 5     | 1     | 1        | 11    | 11    | 0        | 0           | .500  | 786   | 200.0    | 149      | 14          | 45       | 1     | 5        | 174      | 5     | 3        | 53    | 45       | 2.03     | 0.97    |
| 2012      | 巨人      | 27    | 26    | 2     | 1     | 0        | 10    | 10    | 0        | 0           | .500  | 716   | 169.2    | 172      | 12          | 54       | 0     | 4        | 138      | 2     | 0        | 56    | 54       | 2.86     | 1.33    |
| 2013      | 巨人      | 34    | 22    | 3     | 1     | 0        | 5     | 10    | 0        | 6           | .333  | 654   | 158.1    | 138      | 18          | 43       | 0     | 5        | 148      | 5     | 0        | 58    | 55       | 3.13     | 1.14    |
| 2014      | 巨人      | 12    | 11    | 2     | 1     | 0        | 5     | 3     | 0        | 0           | .625  | 299   | 72.2     | 69       | 3           | 14       | 0     | 2        | 66       | 5     | 0        | 31    | 30       | 3.72     | 1.14    |
| 2015      | 巨人      | 60    | 0     | 0     | 0     | 0        | 7     | 3     | 36       | 3           | .700  | 282   | 68.1     | 58       | 4           | 21       | 0     | 3        | 60       | 2     | 0        | 12    | 10       | 1.32     | 1.16    |
| 2016      | 巨人      | 63    | 0     | 0     | 0     | 0        | 6     | 4     | 37       | 4           | .600  | 271   | 64.1     | 60       | 5           | 22       | 0     | 1        | 55       | 9     | 1        | 20    | 19       | 2.66     | 1.27    |
| 2018      | 巨人      | 49    | 0     | 0     | 0     | 0        | 1     | 6     | 0        | 24          | .143  | 238   | 52.1     | 55       | 4           | 27       | 3     | 3        | 54       | 3     | 0        | 29    | 27       | 4.64     | 1.57    |
| 2019      | 巨人      | 43    | 2     | 0     | 0     | 0        | 2     | 2     | 1        | 13          | .500  | 197   | 48.1     | 40       | 3           | 17       | 1     | 3        | 55       | 1     | 0        | 14    | 14       | 2.61     | 1.19    |
| 2020      | 巨人      | 13    | 1     | 0     | 0     | 0        | 1     | 1     | 0        | 1           | .500  | 64    | 13.1     | 14       | 1           | 8        | 0     | 2        | 11       | 0     | 0        | 9     | 9        | 6.08     | 1.65    |
| 2020      | ロッテ    | 22    | 0     | 0     | 0     | 0        | 0     | 2     | 1        | 13          | .000  | 82    | 21.0     | 10       | 2           | 10       | 0     | 0        | 29       | 3     | 0        | 4     | 4        | 1.71     | 0.95    |
| '20計     | ロッテ    | 35    | 1     | 0     | 0     | 0        | 1     | 3     | 1        | 14          | .250  | 146   | 34.1     | 24       | 3           | 18       | 0     | 2        | 40       | 3     | 0        | 13    | 13       | 3.41     | 1.29    |
| 2021      | BOS       | 55    | 0     | 0     | 0     | 0        | 5     | 1     | 0        | 10          | .833  | 233   | 53.0     | 45       | 9           | 32       | 6     | 2        | 61       | 8     | 0        | 24    | 18       | 3.06     | 1.45    |
| 2022      | BOS       | 49    | 0     | 0     | 0     | 0        | 1     | 1     | 0        | 3           | .500  | 221   | 50.2     | 45       | 4           | 27       | 2     | 0        | 40       | 8     | 0        | 23    | 21       | 3.73     | 1.42    |
| 2023      | ロッテ    | 34    | 1     | 0     | 0     | 0        | 4     | 3     | 3        | 14          | .571  | 148   | 33.0     | 33       | 6           | 18       | 2     | 1        | 24       | 0     | 1        | 18    | 18       | 4.91     | 1.55    |
| 2024      | ロッテ    | 39    | 0     | 0     | 0     | 0        | 1     | 2     | 1        | 15          | .333  | 146   | 35.0     | 24       | 3           | 19       | 1     | 2        | 26       | 3     | 0        | 13    | 13       | 3.34     | 1.23    |
| NPB：11年 | NPB：11年 | 425   | 92    | 12    | 4     | 1        | 53    | 57    | 79       | 93          | .482  | 3883  | 936.1    | 822      | 75          | 298      | 8     | 31       | 840      | 38    | 5        | 317   | 298      | 2.86     | 1.20    |
| MLB：2年  | MLB：2年  | 104   | 0     | 0     | 0     | 0        | 6     | 2     | 0        | 13          | .750  | 454   | 103.2    | 90       | 13          | 59       | 8     | 2        | 101      | 16    | 0        | 47    | 39       | 3.39     | 1.44    |

- 2024年度シーズン終了時

### WBCでの投手成績
| 年 度 | 代 表 | 登 板 | 先 発 | 勝 利 | 敗 戦 | セ ｜ ブ | 打 者 | 投 球 回 | 被 安 打 | 被 本 塁 打 | 与 四 球 | 敬 遠 | 与 死 球 | 奪 三 振 | 暴 投 | ボ ｜ ク | 失 点 | 自 責 点 | 防 御 率 |
| ----- | ----- | ----- | ----- | ----- | ----- | -------- | ----- | -------- | -------- | ----------- | -------- | ----- | -------- | -------- | ----- | -------- | ----- | -------- | -------- |
| 2013  | 日本  | 4     | 0     | 0     | 0     | 0        | 13    | 3.1      | 3        | 0           | 0        | 0     | 0        | 3        | 0     | 0        | 1     | 1        | 2.70     |

### WBSCプレミア12での投手成績
| 年 度 | 代 表 | 登 板 | 先 発 | 勝 利 | 敗 戦 | セ ｜ ブ | 打 者 | 投 球 回 | 被 安 打 | 被 本 塁 打 | 与 四 球 | 敬 遠 | 与 死 球 | 奪 三 振 | 暴 投 | ボ ｜ ク | 失 点 | 自 責 点 | 防 御 率 |
| ----- | ----- | ----- | ----- | ----- | ----- | -------- | ----- | -------- | -------- | ----------- | -------- | ----- | -------- | -------- | ----- | -------- | ----- | -------- | -------- |
| 2015  | 日本  | 2     | 0     | 1     | 0     | 0        | 7     | 2.0      | 2        | 0           | 0        | 0     | 0        | 0        | 0     | 0        | 1     | 1        | 4.50     |

### 年度別守備成績
| 年 度     | 球 団     | 投手  | 投手  | 投手  | 投手  | 投手  | 投手     |
| 年 度     | 球 団     | 試 合 | 刺 殺 | 補 殺 | 失 策 | 併 殺 | 守 備 率 |
| --------- | --------- | ----- | ----- | ----- | ----- | ----- | -------- |
| 2011      | 巨人      | 29    | 5     | 27    | 3     | 1     | .914     |
| 2012      | 巨人      | 27    | 11    | 35    | 1     | 4     | .979     |
| 2013      | 巨人      | 34    | 7     | 20    | 2     | 0     | .931     |
| 2014      | 巨人      | 12    | 4     | 9     | 0     | 0     | 1.000    |
| 2015      | 巨人      | 60    | 3     | 11    | 0     | 0     | 1.000    |
| 2016      | 巨人      | 63    | 1     | 7     | 0     | 0     | 1.000    |
| 2018      | 巨人      | 49    | 0     | 6     | 1     | 2     | .857     |
| 2019      | 巨人      | 43    | 2     | 9     | 0     | 0     | 1.000    |
| 2020      | 巨人      | 13    | 2     | 1     | 0     | 0     | 1.000    |
| 2020      | ロッテ    | 22    | 0     | 1     | 0     | 0     | 1.000    |
| '20計     | ロッテ    | 35    | 2     | 2     | 0     | 0     | 1.000    |
| 2021      | BOS       | 55    | 1     | 3     | 0     | 0     | 1.000    |
| 2022      | BOS       | 49    | 1     | 8     | 1     | 1     | .900     |
| 2023      | ロッテ    | 34    | 0     | 8     | 0     | 0     | 1.000    |
| 2024      | ロッテ    | 39    | 0     | 7     | 0     | 0     | 1.000    |
| NPB：11年 | NPB：11年 | 425   | 35    | 141   | 7     | 7     | .962     |
| MLB：2年  | MLB：2年  | 104   | 2     | 11    | 1     | 1     | .929     |

- 2024年度シーズン終了時

### タイトル
- 最多セーブ投手：1回（2016年）

### 表彰
- 新人王（2011年）
- 2011ゴールデン・ルーキー賞（2011年）
- 日本プロスポーツ大賞最高新人賞（2011年）
- 東京ドームMVP特別賞：1回（2011年）
- オールスターゲームMVP：1回（2013年第1戦）
- 月間最優秀バッテリー賞：1回（2020年9月 捕手：柿沼友哉）

### 記録

#### NPB
初記録
投手記録
- 初登板・初先発登板：2011年4月15日、対広島東洋カープ1回戦（MAZDA Zoom-Zoom スタジアム広島）、6回2/3を2失点[100]
- 初奪三振：同上、3回裏に倉義和から空振り三振
- 初勝利・初先発勝利：2011年4月21日、対阪神タイガース3回戦（阪神甲子園球場）、7回1失点[101]
- 初完投勝利：2011年5月31日、対埼玉西武ライオンズ1回戦（西武ドーム）、9回4安打1失点8奪三振[102]
- 初完封勝利：2011年10月8日、対中日ドラゴンズ20回戦（ナゴヤドーム）、9回1安打無失点7奪三振[103]
- 初ホールド：2013年9月12日、対横浜DeNAベイスターズ23回戦（東京ドーム）、8回表に2番手で救援登板、2/3回を無失点
- 初セーブ：2015年3月27日、対横浜DeNAベイスターズ1回戦（東京ドーム）、9回に3番手で救援登板、1回1失点[104]

打撃記録
- 初打席：2011年4月15日、対広島東洋カープ1回戦（MAZDA Zoom-Zoom スタジアム広島）、2回表にディオーニ・ソリアーノから見逃し三振
- 初安打・初打点：2011年5月11日、対横浜ベイスターズ5回戦（東京ドーム）、5回裏にクレイトン・ハミルトンから左前適時打

その他の記録
- 1イニング4奪三振：2012年4月13日、対横浜DeNAベイスターズ1回戦（横浜スタジアム）、5回裏に石川雄洋・黒羽根利規・小林太志（振り逃げ）・金城龍彦から ※史上最多タイ、史上14人目、セ・リーグ史上7人目[105]
- 新人から2年連続2桁勝利 ※巨人では1966 - 1967年の堀内恒夫（16勝・12勝）以来45年ぶり[106]
- オールスターゲーム出場：2回（2011年、2013年）

#### MLB
初記録
- 初登板：2021年4月2日、対ボルチモア・オリオールズ1回戦（フェンウェイ・パーク）、9回表に5番手で救援登板、1回1安打無失点[64]
- 初奪三振：同上、9回表にオースティン・ヘイズから空振三振[64]
- 初ホールド：2021年4月11日、対ボルチモア・オリオールズ6回戦（オリオール・パーク・アット・カムデン・ヤーズ）、7回裏に3番手で救援登板、1回1/3を無失点[65]
- 初勝利：2021年4月23日、対シアトル・マリナーズ2回戦（フェンウェイ・パーク）、4回表に2番手で救援登板、1回1/3を無失点[107]

#### NPB/MLB通算
節目の記録
- 1000投球回：2023年7月30日、対福岡ソフトバンクホークス16回戦（福岡PayPayドーム）、11回裏二死目に甲斐拓也を右飛（NPB：896.1、MLB：103.2）[108]

### 背番号
- 15（2011年 - 2020年9月7日）
- 57（2020年9月8日 - 同年終了）
- 19（2021年）[注 6]
- 18（2022年）
- 54（2023年）
- 11（2024年 - ）

### 登場曲
- 「You Belong with me」Taylor Swift（2011年）
- 「Green boys」GReeeeN（2011年5月 - 同年シーズン終了、2012年CS）
- 「Mirror Mirror feat. COMA-CHI」紗羅マリー（2011年）※打席時
- 「涙が落ちないように」COLOR（2012年）
- 「Gangnam Style」PSY（2012年日本シリーズ）
- 「Follow Me」E-girls（2013年）
- 「まっとーばー」かりゆし58（2013年）
- 「HOLD YOUR LAST CHANCE」長渕剛（2013年）※打席時
- 「Try again」ビーグルクルー（2013年）
- 「ナギイチ」NMB48（2013年）※打席時
- 「ピタカゲ (CROOKED) -JPN-」G-DRAGON (from BIGBANG)（2014年）
- 「MY HEAVEN」BIGBANG（2014年）※打席時
- 「Sandstorm」ダルード（2015年 - 2017年、2020年9月 - ）
- 「Danza Kuduro ft. Lucenzo」Don Omar（2018年）
- 「I Believe」T.O.K.（2019年）
- 「止まらないHa〜Ha」矢沢永吉（2019年7月 - 同年終了）
- 「中央大学校歌」（2019年9月27日）
- 「Battle Scars」Lupe Fiasco & Guy Sebastian（2020年6月19日 - 7月3日）
- 「Walking with you」Novelbright（2020年7月）

### 代表歴
- 2013 ワールド・ベースボール・クラシック日本代表
- 2015 WBSCプレミア12 日本代表

## 著書
- 『だから今日もブルペンに向かう』ワニブックス、2016年8月。ISBN 978-4847094828。